# Tom O'Halleran
Thomas Charles O'Halleran, detto Tom (Chicago, 24 gennaio 1946), è un politico statunitense, rappresentante dello Stato dell'Arizona alla Camera dei Rappresentanti dal 2017 al 2023.

## Biografia
Precedentemente ufficiale di polizia di Chicago, O'Halleran fu eletto come repubblicano nel Parlamento statale dell'Arizona dal 2001 al 2009. Nel 2014 abbandonò il partito Repubblicano adducendo come ragioni le politiche del partito sull'istruzione, sull'acqua e sul welfare per l'infanzia. Nello stesso anno si candidò nuovamente al Parlamento dell'Arizona come indipendente ma perse per il 3% dei voti nel suo collegio.
Il 6 agosto 2015 annuncia la sua candidatura come democratico per il seggio della Camera dei Rappresentanti del primo distretto dell'Arizona. Il 30 agosto 2016 vince quindi le primarie democratiche e l'8 novembre nelle elezioni generali sconfigge l'avversario repubblicano Paul Babeu con il 51% dei voti contro il 44.